# Катран (село)
Катран (кирг. Катраң) — село в Кыргызстане. Расположено на западном берегу реки Ляйляк, в 40 км к востоку от города Исфана. Административный центр Катранского айылного аймака (Катраң айылдык аймагы) в Лейлекском районе Баткенской области.
По местному преданию получило название от растения катран, которое растёт здесь в изобилии.
В верховьях реки Ходжабакирган (Козу-Баглан) около села Озгёрюш Катранского айылного аймака расположено Апрельское золоторудное месторождение, разведкой которого с 2003 года занималась совместная российско-киргизская компания «A.Z. International». В 2012 году произошёл конфликт между жителями Катрана и геологами из-за водных ресурсов.
В северной части ущелья Танга между селами Катран и Озгёрюш (Узгуруш) обнаружены эпиграфические памятники — наскальные надписи арабского письма, выявленные археологом Галиной Анатольевной Брыкиной (1929—2011), самые ранние из которых относятся к концу IX — началу X века. При повторном обследовании местности в августе 1982 года Владимир Нилович Настич (род. 1949) обнаружил ещё одну фарсиязычную надпись исторического содержания.